# Lista odcinków serialu Blef
Poniżej znajduje się lista odcinków serialu telewizyjnego Blef – emitowanego przez amerykańską stację telewizyjną ABC od 24 marca 2016 roku do 11 maja 2017 roku. Powstały dwie serię, które składają się łącznie z 20 odcinków. W Polsce serial jest emitowany od 3 kwietnia 2016 roku przez TVN 7.
| Sezon | Sezon | Odcinki | Oryginalna emisja | Oryginalna emisja | Oryginalna emisja | Oryginalna emisja | Oryginalna emisja |
| Sezon | Sezon | Odcinki | Premiera sezonu   | Finał sezonu      | Premiera sezonu   | Finał sezonu      |                   |
| ----- | ----- | ------- | ----------------- | ----------------- | ----------------- | ----------------- | ----------------- |
|       | 1     | 10      | 24 marca 2016     | 19 maja 2016      | 3 kwietnia 2016   | 5 czerwca 2016    |                   |
|       | 2     | 10      | 9 marca 2017      | 11 maja 2017      | brak danych       | brak danych       |                   |

## Sezon 1 (2016)
| Nr | #  | Tytuł                                   | Reżyseria           | Scenariusz                                    | Premiera ABC     | Premiera TVN 7   |
| -- | -- | --------------------------------------- | ------------------- | --------------------------------------------- | ---------------- | ---------------- |
| 1  | 1  | 'Pilot' Pilot                           | Julie Anne Robinson | Jennifer Schuur, Kate Atkinson, Helen Gregory | 24 marca 2016    | 3 kwietnia 2016  |
| 2  | 2  | 'Zabójcza prawda' The Real Killer       | Kevin Dowling       | Sherry White                                  | 31 marca 2016    | 10 kwietnia 2016 |
| 3  | 3  | 'Próba' The Trail                       | John Terlesky       | Oanh Ly                                       | 7 kwietnia 2016  | 17 kwietnia 2016 |
| 4  | 4  | 'Księżniczka' The Princess and the I.P. | Regina King         | Ameni Rozsa                                   | 14 kwietnia 2016 | 24 kwietnia 2016 |
| 5  | 5  | 'Manewr Largana ' The Laragan Gambit    | Mike Listo          | Danny Tolli                                   | 21 kwietnia 2016 | 1 maja 2016      |
| 6  | 6  | 'Dobroczyńca' The Benefactor            | Jann Turner         | Lyndsey Beauliu                               | 28 kwietnia 2016 | 8 maja 2016      |
| 7  | 7  | 'Krętacz' The Ringer                    | John Stuart Scott   | Jim Campolongo                                | 5 maja 2016      | 15 maja 2016     |
| 8  | 8  | 'Paczka' The Package                    | Bill D'Elia         | Jon Dorsey, Greg Goetz                        | 12 maja 2016     | 22 maja 2016     |
| 9  | 9  | 'Szczęśliwa para' The Happy Couple      | Rob Greenlea        | Allan Heinberg                                | 19 maja 2016     | 29 maja 2016     |
| 10 | 10 | 'Ślub' The Wedding                      | Kevin Dowling       | Allan Heinberg                                | 19 maja 2016     | 5 czerwca 2016   |

## Sezon 2 (2017)
| Nr | #  | Tytuł              | Reżyseria           | Scenariusz                            | Premiera ABC     | Premiera TVN 7 |
| -- | -- | ------------------ | ------------------- | ------------------------------------- | ---------------- | -------------- |
| 11 | 1  | The New Deal       | Rob Bowman          | Allan Heinberg                        | 9 marca 2017     | nieemitowany   |
| 12 | 2  | The Hammer         | John Stuart Scott   | Jim Campolongo                        | 16 marca 2017    | nieemitowany   |
| 13 | 3  | The Dining Hall    | Jann Turner         | David Heminson                        | 23 marca 2017    | nieemitowany   |
| 14 | 4  | The Family Way     | Allison Liddi-Brown | Rina Mimoun                           | 30 marca 2017    | nieemitowany   |
| 15 | 5  | The Bad Girl       | Sharat Raju         | Ameni Rozsa                           | 6 kwietnia 2017  | nieemitowany   |
| 16 | 6  | The Hard Drive     | Steve Robin         | Danny Tolli                           | 13 kwietnia 2017 | nieemitowany   |
| 17 | 7  | The Birthday Party | John Stuart Scott   | Lyndsey Beaulieu                      | 20 kwietnia 2017 | nieemitowany   |
| 18 | 8  | The Knock-Off      | Nzingha Stewart     | Morgan Pollitt, Alexander Newman-Wise | 27 kwietnia 2017 | nieemitowany   |
| 19 | 9  | The Cleaner        | Rob Greenlea        | Jon Dorsey, Greg Goetz                | 4 maja 2017      | nieemitowany   |
| 20 | 10 | The Mockingbird    | John Stuart Scott   | Allan Heinberg                        | 11 maja 2017     | nieemitowany   |